# Cladonota locomotiva
Cladonota locomotiva är en insektsart som beskrevs av Gustav Breddin. Cladonota locomotiva ingår i släktet Cladonota och familjen hornstritar. Inga underarter finns listade i Catalogue of Life.